# OpenStep
OpenStep是一组面向对象的API，大部分是由NeXT与Sun Microsystems开发。作为一种面向对象的操作系统的规范，有一些现代操作系统用它作为核心。对于OpenStep一个重要的认识是，它只是一组API规范，而OPENSTEP（一定要大写）是由NeXT开发的一个OpenStep的特殊实现。尽管它构建于Mach－即基于Unix（也是NEXTSTEP的核心），OPENSTEP的同样有在Solaris和Windows NT上的版本。此外，OPENSTEP库（由OPENSTEP操作系统提供的库）实际上已经成为了原始OpenStep规范的超集。

## 歷史
OpenStep API的建構是在1993年由NeXT（NeXT Computer）和Sun Microsystems共同合作的成果，這個合作使NeXT的NEXTSTEP作業系統物件層可以運作在Sun的Solaris作業系統上（更明確的說，是基於SPARC硬體架構的Solaris）。OpenStep分離了NEXTSTEP的Mach基礎或NeXT特定硬體的部分。這個結果產生了一個更小的系统，來自於Display PostScript的主要部分，Objective-C的執行環境和編譯器由大部分NEXTSTEP的Objective-C函式庫组成。不包含基本的作業系統或者顯示系统。
在1994年夏天，API的首個草案由NeXT發布了。接下來一年，NeXT釋出了一個應用了OpenStep，並可以執行幾個支援平台上的先進作業系統NEXTSTEP，並將OpenStep重新命名為OPENSTEP。令人不解的是，OPENSTEP同樣可以獨立於Solaris執行在SPARC平台上。OPENSTEP作為NeXT的主要作業系統產品，直到1997年被蘋果電腦收購。接下來，OPENSTEP與現存的Mac OS的相關技術相結合，成为Mac OS X。

## 外部連結
- OpenStep Specification（页面存档备份，存于）
- NeXTarchive.net - The Last Outpost: This Community keeps NEXTSTEP / OpenStep / Rhapsody alive with new software and patches
- The NeXTonian（页面存档备份，存于）
- NeXTComputers.org（页面存档备份，存于）